# Dann schlaf auch du (Film)
Dann schlaf auch du ist ein französisches Filmdrama von Lucie Borleteau aus dem Jahr 2019. Es beruht auf dem gleichnamigen Roman von Leïla Slimani.

## Handlung
Anwältin Myriam und Musikproduzent Paul sind Eltern der fünfjährigen Mila und des nur wenigen Monate alten Adam. Myriam entschließt sich, wieder arbeiten zu gehen, sodass die Familie eine Babysitterin sucht, da sie vergeblich einen Antrag auf einen Kinderkrippenplatz gestellt haben. Nach zahlreichen Bewerbern finden sie in Louise die perfekte Frau: Sie ist selbst Mutter einer erwachsenen Tochter, Witwe und hat langjährige Erfahrung als Babysitterin, so war sie bereits bei mehreren Familien langjährig angestellt. Louise ist sehr ordentlich, hält die Wohnung sauber und kommt mit beiden Kindern sehr gut zurecht. Myriam hört auch von Bekannten nur Gutes über sie und schon bald vertrauen sie Louise so sehr, dass sie abends weggehen und teilweise erst spät in der Nacht heimkommen. Louise bleibt bis spät in die Nacht und erscheint früh immer öfter sogar, bevor die Familie aufsteht.
Zunehmend verfällt Louise in kleine Machtspiele: Einen Jungen herrscht sie im Sandkasten an, weil er Adams Spielzeuglaster genommen hat. Sie zwingt Mila, einen nicht vollständig geleerten Joghurtbecher auszulecken. Mit beiden Kindern spielt sie Verstecken in der Wohnung und zeigt sich auch nicht, als beide Kinder zunehmend verzweifelt reagieren, weil sie sie nicht finden können. Gleichzeitig ist Louise beleidigt, wenn jemand anderes ihr die Kinder streitig macht, so reagiert sie abweisend auf Pauls Mutter Sylvie, die gelegentlich zu Besuch kommt, oder auch auf Myriam und Paul, wenn diese früher von Arbeit kommen oder in ihren Arbeitsbereich eingreifen und zum Beispiel Essen für ihre Kinder mitbringen. Spiele mit den Kindern geraten immer häufiger zu bedrohlichen Szenarien, zum Beispiel wenn Louise sich als Bestie ausgibt, die die Kinder auffressen will. Als Myriam Bissspuren an Adam findet, gibt Louise vor, Mila habe ihren Bruder gebissen. In der Schule fällt Mila auf, weil sie einen Mitschüler geschlagen hat.
Myriam und Paul verbringen den Urlaub mit den Kindern am Meer und nehmen auch Louise mit. Sie erkennt, dass sie kein Teil der Familie ist, hofft jedoch, dass Myriam und Paul ein weiteres Kind bekommen werden und sie dadurch länger in der Familie bleiben kann. Mila redet sie ein, dass sie bald ein weiteres Geschwister kriegen wird. Unvermutet holt Sylvie ihre Enkelkinder eines Tages für eine Woche zu sich und auch Myriam und Paul verbringen einen Kurzurlaub bei ihr. Louise ist vor den Kopf gestoßen und weiß nichts in ihrer ärmlichen, heruntergekommenen Wohnung in einem Pariser Vorort anzufangen. Heimlich verbringt sie mehrere Tage in Myriams und Pauls Wohnung. Paul wiederum baut, auch unter dem Einfluss seiner Mutter, Misstrauen gegen Louise auf und will sie loswerden. Myriam jedoch stellt sich vor sie, auch als deutlich wird, dass Louise seit Jahren keine Steuern abgeführt hat und Myriam und Paul jetzt aufgefordert werden, die Steuerschulden über das Gehalt Louises zu begleichen. Louise driftet immer mehr ab und hat Halluzinationen. Als sie eines Tages zufällig einen Brief findet, in dem der Familie ein Kinderkrippenplatz für Adam zugesichert wird, resigniert sie. Sie kümmert sich kaum mehr um die Kinder und meidet den Kontakt zu Myriam und Paul. Als Myriam eines Tages von der Arbeit kommt, findet sie ihre Kinder erstochen vor. Louise hat sich zudem selbst schwer verletzt und noch das Messer in der Hand.

## Produktion
Dann schlaf auch du basiert auf dem gleichnamigen Roman von Leïla Slimani, der 2016 erschien und im selben Jahr mit dem Prix Goncourt ausgezeichnet wurde. Bereits Ende 2016 wurden Pläne bekannt, das Buch zu verfilmen. Slimani favorisierte dabei die Schauspielerin Maïwenn als Regisseurin. Als Maïwenn vom Projekt zurücktrat, wurde sie durch Lucie Borleteau ersetzt, die zuvor 2014 mit Alice und das Meer ihr Langfilmregiedebüt gegeben hatte und bereits zu Beginn der Adaptionsplanung als Regisseurin in der engeren Auswahl gewesen war.
Die Dreharbeiten begannen am 21. Mai 2018 in Paris. Die Dreharbeiten der Wohnung fanden in der 23 Rue Jean-Pierre-Timbaud in Paris statt. Einen halben Tag lang wurde zudem in einem Zug der Linie E gedreht. Die Bahnhofsszenen entstanden im Bahnhof Chelles-Gournay. Die Kostüme schuf Dorothée Guiraud, die Filmbauten stammen von Samuel Deshors.
Dann schlaf auch du erlebte am 3. Oktober 2019 in Montpellier und Paris seine Premiere. Der Film lief am 27. November 2019 in den französischen Kinos an und kam am 28. November 2019 in die deutschen Kinos.

## Synchronisation
| Rolle  | Darsteller     | Synchronsprecher  |
| ------ | -------------- | ----------------- |
| Louise | Karin Viard    | Katrin Zimmermann |
| Myriam | Leïla Bekhti   | Esra Vural        |
| Mila   | Assya Da Silva | Frieda Rudolph    |
| Wafa   | Rehab Mehal    | Damineh Hojat     |

## Auszeichnungen
Karin Viard wurde für ihre Darstellung der Louise 2020 für den César in der Kategorie Beste Hauptdarstellerin sowie für einen Prix Lumières in der Kategorie Beste Darstellerin nominiert.